# Ed Murray (1955)
Edward B. „Ed“ Murray (* 5. května 1955 Aberdeen, Washington, USA! je americký demokratický politik, mezi lety 2014–2017 starosta města Seattle.

## Život
Murray se narodil 5. května 1955 v Aberdeenu do rodiny irských katolíků, jako jedno ze sedmi dětí. Když byl teenager, tak se jeho rodina přestěhovala do Lacey v okrese Thurston, kam také chodil na střední školu. Zde vykonával funkci prezidenta studentské rady. Po dokončení středoškolských studií nastoupil na Portlandskou univerzitu, na níž získal bakalářský titul v oboru sociologie. V roce 1980 se veřejně vyoutoval jako gay.

## Politická kariéra
Politicky aktivní začal Murray být v roce 1988, kdy spravoval kampaň Cala Andersona do Sněmovny reprezentantů státu Washington. Poté, co v roce 1990 pracoval čtyři roky jako asistent radní města Seattle Marthy Choeové, se v roce 1995, po smrti Cala Andersona, pokusil získat křeslo v Senátu státu Washington za 43. okrsek. Volby proti dlouholeté demokratké reprezentantce Pat Thibaudeauové ale prohrál, načež se v roce 2006 rozhodl na funkci kandidovat znovu. Thibaudeauová svůj post neobhájila a Murray se stal 1. ledna 2006 senátorem státu Washington. Ve své funkci byl známý zejména díky aktivnímu prosazování LGBT práv, vedl tlak na schválení antidiskriminačního zákona, což je opatření, které nakonec v roce 2006 prošlo, skoro po třech desetiletích debat.
V roce 2012 oznámil záměr kandidovat na starostu Seattlu. Do úřadu byl zvolen 1. ledna 2014, když s 52 % hlasů porazil dosavadního starostu, Michaela McGinna.
O funkci se měl zájem ucházet i v dalším volebním období, kampaň však ukončil po tom, co se na povrch dostalo první obvinění ze sexuálního zneužívání. Následováno dalšími, Murray 12. září 2017 oznámil rezignaci na svůj post starosty. Ta vešla oficiálně v platnost následujícího dne, 13. září.

## Osobní život
Dne 10. srpna 2013 si vzal svého dlouholetého partnera, Michaela Shiosakiho. Společně žijí v domě ve čtvrti Capitol Hill v Seattlu.

## Obvinění ze sexuálního zneužívání
Do září 2017 byl Murray veřejně obviněn celkem pěti muži ze sexuálního zneužívání, kterého se na nich měl dopustit ve věku jejich nezletilosti. V dubnu 2017 proti němu bylo podáno trestní oznámení, v němž jeho předkladatel, Delvonn Heckard, vypověděl, že jej měl Murray údajně v roce 1986, ještě jako 15letého studenta střední školy, znásilnit a obtěžovat. Dle výpovědi mu za to měl Murray zaplatit finanční částku ve výši 10–20 dolarů. Dříve, v roce 2007, vůči němu podobné obvinění vznesli i Jeff Simpson a Lloyd Anderson. Simpson Murrayeho ze sexuálního napadení obvinil ještě v době, kdy byl stále teenager, přesněji v roce 1986, tehdy vůči němu nicméně nebyla vznesena jakákoliv obžaloba.
Murrayho osobní mluvčí, Jeff Reading, označil obvinění za „falešná a politicky motivovaná“. Později Murrayův právní zástupce prohlásil, že lékařská prohlídka, kterou Murray podstoupil, vyvrátila tvrzení z údajného sexuálního zneužívání a že by žaloba měla být zamítnuta v plném rozsahu.
Dne 16. července 2017 přišel deník The Seattle Times s článkem, který dokazoval, že oregonský vyšetřovatel v oblasti péče o děti v roce 1984 zjistil, že Murray sexuálně zneužíval svého nevlastního syna, kterého měl v pěstounské péči.
Další obvinění následovalo 12. září téhož roku, tentokrát ze strany Murrayho bratrance. Později toho dne Murray ohlásil rezignaci na post starosty města, které oficiálně vešla v platnost následujícího dne, 13. září.